# Horst Peschke (Fußballspieler)
Horst Peschke (* 14. Juni 1941 in Krumhermersdorf; † 10. Juli 2019) war Fußballspieler und Fußballtrainer im DDR-Fußballspielbetrieb. Für die BSG Motor Zwickau und die BSG Stahl Riesa spielte er in der höchsten Spielklasse des DDR-Fußball-Verbandes, der Oberliga.

## Sportliche Laufbahn

### Fußballspieler
Peschke begann seine Laufbahn als Fußballspieler 1955 bei der erzgebirgischen Betriebssportgemeinschaft (BSG) Motor Zschopau. Dort spielte er zuletzt in der drittklassigen Bezirksliga Karl-Marx-Stadt. Zu Beginn des Jahres 1965 delegierte ihn die Zschopauer BSG zum Oberligisten BSG Motor Zwickau. Zunächst wurde Peschke nur in der Reservemannschaft eingesetzt. Erst in der Saison 1966/67 wurde Peschke in die Oberligamannschaft aufgenommen, kam mit ihr aber nur in sieben Punktspielen zum Einsatz. Zunächst spielte er in den ersten vier Oberligabegegnungen auf verschiedenen Angriffspositionen, danach kam er nur noch dreimal zwischen dem 11. und 19. Spieltag als Verteidiger zum Einsatz. Zu Torerfolgen kam er nicht.
Zur Saison 1967/68 wechselte Peschke zum zweitklassigen DDR-Ligisten BSG Stahl Riesa. Dort gelang es ihm sofort, sich in die Stammelf hineinzuspielen und bestritt 28 der 30 Punktspiele. Zusammen mit Frieder Andrich wurde er mit elf Treffern Torschützenkönig der Riesaer und war damit einer der Garanten des Aufstiegs in die Oberliga. Dort hatte er wieder Schwierigkeiten mit den gesteigerten Anforderung. Wie in Zwickau kam er auch in der Oberligasaison 1968/69 wieder nur zu sieben Erstligaeinsätzen. Nur viermal stand er in der Startelf, lediglich zweimal spielte er 90 Minuten durch, Tore schoss er nicht.

### Fußballtrainer
Damit gab er seine Oberliga-Ambitionen auf und nahm einen erneuten Wechsel zum DDR-Ligisten BSG Chemie Wolfen vor. Dort war er noch in Spielzeiten 1969/70 und 1970/71 aktiv, danach beendete er 30-jährig seine Laufbahn als Fußballspieler. Mit der Qualifikation eines Diplomsportlehrers begann Peschke ab 1971 als Fußballtrainer zu arbeiten. Seine erste Station war die TSG Gröditz in der drittklassigen Bezirksliga Dresden. Bereits nach einem Jahr hatte er die Mannschaft zum Aufstieg in die DDR-Liga geführt. 1973 übernahm er die viertklassigen BSG Landtechnik Großenhain, mit der er ebenfalls nach einem Jahr in die Bezirksliga Dresden aufstieg. Großenhain stieg allerdings bereits nach einer Saison wieder ab, und Peschke verließ die BSG Landtechnik. 1976 wurde er Trainer der BSG Stahl Walzwerk Hettstedt in der Bezirksliga Halle (Saale). Dort stieg er zunächst nach einem Jahr in die Bezirksklasse ab, aber 1979 gelang ihm die Rückkehr in die Bezirksliga. In den folgenden drei Spielzeiten konnte er die Mannschaft in der dritten Liga halten, danach ging er zur Saison 1983/84 zum DDR-Ligisten BSG Chemie Buna Schkopau. Dort war er zunächst unter Rainer Langer Co-Trainer und wurde im Sommer 1984 verantwortlicher Trainer der Liga-Mannschaft. Nach der Saison 1987/88 wurde Peschke von Rainer Lisiewicz abgelöst, und Peschke wechselte zur BSG Aktivist Schwarze Pumpe, die ebenfalls in der DDR-Liga vertreten war.
Im Spielbetrieb des Deutschen Fußball-Bundes (DFB) trainierte Peschke keine höherklassigen Vereine. Er wurde Honorartrainer des DFB, vom September 2002 bis Februar 2003 war er kurzfristig Trainer des Amateurligisten FC Lausitz Hoyerswerda. Später wirkte er bis 2011 als Co-Trainer bei DJK Blau-Weiß Wittichenau in der Bezirksklasse Dresden.

## Trivia
Sein Sohn Heiko entwickelte sich ebenfalls zum Oberligaspieler und war im letzten Jahr der DDR-Geschichte auch Mitglied der Nationalelf.